# Fisher Strait
Fisher Strait är ett sund i Kanada.   Det ligger i territoriet Nunavut, i den östra delen av landet, 2 000 km norr om huvudstaden Ottawa.